# Northenara
× Northenara, (abreviado Nrna) en el comercio, es un híbrido intergenérico entre los géneros de orquídeas Cattleya x Epidendrum x Laelia x Schomburgkia.